# Araeoncus convexus
Araeoncus convexus är en spindelart som beskrevs av Albert Tullgren 1955. Araeoncus convexus ingår i släktet Araeoncus och familjen täckvävarspindlar. Inga underarter finns listade i Catalogue of Life.